# Serra de Vilana
La Serra de Vilana és una serra situada al municipi de Barcelona a la comarca del Barcelonès, amb una elevació màxima de 441,1 metres. S'orienta en direcció NO-SE, perpendicularment a la carena principal del Collserola, davallant ràpidament des dels volts del Tibidabo cap al pla de Barcelona sense presentar cims amb més prominència que uns pocs metres.
Com passa en alguns altres llocs del vessant solell de Collserola, és coberta de prats, sobretot a la part baixa. Més amunt del passeig de les Aigües, també hi ha pinedes.
Pel que fa a la geologia, està situada en l'aurèola metamòrfica de la intrusió de granodiorita que hi ha al peu de la serra de Collserola. A la part baixa de la carena hi ha un aflorament de quarsita formant un plegament anticlinal, molt visible, i als talussos del passeig de les Aigües es pot veure un dic de pòrfir granític.